# Gyrinus gehringi
Gyrinus gehringi är en skalbaggsart som beskrevs av Charles Joseph Chamberlain. Gyrinus gehringi ingår i släktet Gyrinus och familjen virvelbaggar. Inga underarter finns listade i Catalogue of Life.